# Las Huacas (Veraguas)
Las Huacas es un corregimiento del distrito de Río de Jesús en la provincia de Veraguas, República de Panamá. La localidad tiene 774 habitantes (2010).